# Magarao
Magarao é um município de  quarta classe de renda municipal (d) na província Camarines Sul, nas Filipinas. De acordo com o censo de 1 de maio  de  2020 possui uma população de 26 742 pessoas e 5 884 domicílios.